# Élections municipales de 2026 à Dijon
Pour des articles plus généraux, voir Élections municipales françaises de 2026 et Élections municipales de 2026 en Côte-d'Or.
Les élections municipales de 2026 à Dijon auront lieu en mars 2026. Elles visent au renouvellement du conseil municipal et du conseil métropolitain de Dijon Métropole.

## Modalités du scrutin

### Dates
Ces élections se tiendront en mars 2026, les dates précises seront annoncées par décret au moins 3 mois avant le scrutin.

### Mode de scrutin
L'élection des conseillers municipaux et métropolitains se déroule selon un scrutin de liste à deux tours avec prime majoritaire : les candidats se présentent en listes complètes avec la possibilité de deux candidats supplémentaires. Lors du vote, on ne peut faire ni adjonction, ni suppression, ni modification de l'ordre de présentation des listes. Chaque bulletin de vote comporte deux listes : une liste de candidats aux seules élections municipales et une liste de ceux également candidats au conseil métropolitain.
Le nombre de sièges à pourvoir au conseil municipal de Dijon correspond à celui des communes dont la population est comprise entre 150 000 et 200 000 habitants, soit 59 sièges. Les conseillers municipaux sont élus au suffrage universel direct pour une durée de mandat de six ans. L'élection se termine au premier tour en cas de majorité absolue. Le cas échéant, un second tour a lieu. Les listes qui ont obtenu au moins 10 % des suffrages exprimés au premier tour peuvent se présenter au second. Les candidats des listes qui ont obtenu plus de 5 % des suffrages exprimés au premier tour peuvent rejoindre une autre liste.
La liste ayant obtenu le plus de voix se voit attribuer la moitié des sièges, arrondie à l'entier supérieur si nécessaire. Ainsi, la liste majoritaire obtiens automatiquement 30 sièges. Les 29 sièges restants sont attribués à la représentation proportionnelle à la plus forte moyenne aux listes ayant obtenu au moins 5 % des suffrages exprimés au second tour (ou au premier tour en cas de tour unique).

## Contexte

### Scrutin précédent
Les élections municipales de 2020 ont été marquées par une abstention massive en raison de la pandémie de Covid-19, la participation lors du 1er tour s'étant effondrée de 59 % en 2014 à 36 % en 2020.
Sur le plan local, la liste conduite par le socialiste François Rebsamen, candidat à sa propre succession, parvient à se maintenir en tête bien que perdant 3 sièges. Il est toutefois à noter que Europe Écologie - Les Verts, présent en 2014 sur la liste de la majorité municipale, a présenté sa propre liste pour l'élection de 2020 réussissant à obtenir 6 sièges.
La liste de droite et du centre parvient à conserver ses 10 sièges, bien que l'UDI ait quitté cette coalition.
Le Rassemblement national ne parvient pas à conserver ses 3 sièges, la liste n'ayant pas atteint les 10 % au 1er tour et n'ayant pas fusionné avec une autre liste pour le 2d. 
C'est également le cas de la liste du centre La République en Marche - UDI et de la liste menée par la France insoumise, bien que celle-ci fasse légèrement mieux que la liste du Front de Gauche en 2014, cette dernière n'ayant à l'époque pas réussi à passer la barre des 5 %.

### Contexte politique local
Maire de Dijon depuis 2001 (à l'exception d'une courte interruption en 2014-2015, alors qu'il était ministre du travail), François Rebsamen a décidé de rendre son mandat de maire de Dijon à compter du 25 novembre 2024, laissant ainsi la place à Nathalie Koenders, tout en restant pour autant président de la métropole.

## Candidatures déclarées
Dès le 24 février 2023 Emmanuel Bichot, leader de l'opposition municipale, indique qu'il sera à nouveau candidat à la mairie de Dijon en 2026. Cette candidature ne sera cependant pas soutenue par Les Républicains, dont il fait pourtant partie, ceux-ci préférant l'initiative du "Printemps Dijonnais", projetant de créer une alliance avec Renaissance et Horizons,, lancée par François-Xavier Dugourd, vice-président du conseil départemental et président de la section départementale du parti, bien que celui-ci ne souhaite pas être candidat lui-même. Cette démarche est favorablement accueillie par Henri-Bénigne de Vregille, conseiller municipal d'opposition et chef de file d'Horizons, qui indiquait en décembre 2024 souhaiter conduire une liste, ainsi que par Fadila Khattabi, ancienne député de la 3e circonscription, et cheffe de file de Renaissance.
Le 22 novembre 2024, Mathilde Mouchet et Rémi Goguel, à l'origine du mouvement "Dijon Avenir", annoncent vouloir former une liste citoyenne pour les élections municipales de 2026.
François Rebsamen, président de la métropole et ancien maire de la ville, annonce le 29 avril 2025 qu'il sera candidat lors des prochaines élections sur la liste menée par Nathalie Koenders, maire sortante, alors que celle-ci n'avait pas encore officialisé sa candidature.
Le 16 mai 2025 Thierry Coudert, candidat malheureux de la 3e circonscription lors des dernières élections législatives, annonce qu'il conduira une liste Rassemblement national - Union des droites pour la République avec Mélanie Fortier, conseillère régionale et également ancienne candidate à la députation dans la 2e circonscription en 2022, comme deuxième de liste. Le 3 juillet, il annonce lors d'une conférence de presse que sa liste est également soutenue par Identité-Libertés, en présence d'Antoine Camus, conseiller municipal de Saint-Apollinaire et représentant régional du parti en question. Par ailleurs, il cherche également le ralliement d'Emmanuel Bichot, bien que ce dernier se soit déjà déclaré candidat, et n'écarte pas la possibilité d'effectuer une fusion de listes au 2d tour si les conditions légales sont réunies.

## Sondages
Tout sondage d'opinion est affecté par une marge d'erreur.
Une couleur arbitraire est associée à chaque institut de sondage ; ces couleurs sont une aide visuelle et ne correspondent pas à une tendance politique.

## Résultats
|                          |                   |               |              |              |             |             |        |        |  |
| Tête de liste            | Tête de liste     | Liste         | Premier tour | Premier tour | Second tour | Second tour | Sièges | Sièges |  |
| Tête de liste            | Tête de liste     | Liste         | Voix         | %            | Voix        | %           | CM     | CC     |  |
|                          | Emmanuel Bichot   | DVD           |              |              |             |             |        |        |  |
|                          |                   |               |              |              |             |             |        |        |  |
|                          | Thierry Coudert   | UDR - RN - IL |              |              |             |             |        |        |  |
|                          |                   |               |              |              |             |             |        |        |  |
|                          | Nathalie Koenders | PS            |              |              |             |             |        |        |  |
|                          |                   |               |              |              |             |             |        |        |  |
|                          |                   | DA            |              |              |             |             |        |        |  |
|                          |                   |               |              |              |             |             |        |        |  |
|                          |                   | PD - LR       |              |              |             |             |        |        |  |
|                          |                   |               |              |              |             |             |        |        |  |
|                          |                   |               |              |              |             |             |        |        |  |
| Votes valides            |                   |               |              |              |             |             |        |        |  |
| Votes blancs             |                   |               |              |              |             |             |        |        |  |
| Votes nuls               |                   |               |              |              |             |             |        |        |  |
| Total                    | Total             | Total         |              | 100          |             | 100         | 59     | 43     |  |
| Abstention               |                   |               |              |              |             |             |        |        |  |
| Inscrits / participation |                   |               |              |              |             |             |        |        |  |